# Tennis aux Jeux africains de 2023
Navigation
2019
Les compétitions de tennis aux Jeux africains de 2023 ont lieu du 16 au 23 mars 2024 à Accra, au Ghana.

## Médaillés
| Simple messieurs      | Moez Echargui (en) (TUN)                          | Benjamin Lock (en) (ZIM)                            | Mohamed Aziz Dougaz (en) (TUN)                          |  |  |  |  |
| Simple messieurs      | Moez Echargui (en) (TUN)                          | Benjamin Lock (en) (ZIM)                            | Mohamed Safwat (EGY)                                    |  |  |  |  |
| Double messieurs      | Tunisie Mohamed Aziz Dougaz (en) Skander Mansouri | Zimbabwe Benjamin Lock (en) Courtney John Lock (en) | Tunisie Moez Echargui (en) Aziz Ouakaa (en)             |  |  |  |  |
| Double messieurs      | Tunisie Mohamed Aziz Dougaz (en) Skander Mansouri | Zimbabwe Benjamin Lock (en) Courtney John Lock (en) | Égypte Fares Zakaria Mohamed Safwat                     |  |  |  |  |
| Par équipes messieurs | Tunisie                                           | Égypte                                              | Côte d'Ivoire                                           |  |  |  |  |
| Par équipes messieurs |                                                   |                                                     |                                                         |  |  |  |  |
| Simple dames          | Angella Okutoyi (en) (KEN)                        | Lamis Alhussein Abdel Aziz (en) (EGY)               | Sandra Samir (en) (EGY)                                 |  |  |  |  |
| Simple dames          | Angella Okutoyi (en) (KEN)                        | Lamis Alhussein Abdel Aziz (en) (EGY)               | Mayar Sherif (EGY)                                      |  |  |  |  |
| Double dames          | Égypte Merna Refaat (de) Sandra Samir (en)        | Kenya Angella Okutoyi (en) Cynthia Cheruto Wanjala  | Égypte Lamis Alhussein Abdel Aziz (en) Mayar Sherif     |  |  |  |  |
| Double dames          | Égypte Merna Refaat (de) Sandra Samir (en)        | Kenya Angella Okutoyi (en) Cynthia Cheruto Wanjala  | Nigeria Divine Dasam Nweke Oyinlomo Barakat Quadre (en) |  |  |  |  |
| Par équipes dames     | Égypte                                            | Nigeria                                             | Maroc                                                   |  |  |  |  |

## Tableau des médailles
| Rang  | Nation        | Or | Argent | Bronze | Total |
| ----- | ------------- | -- | ------ | ------ | ----- |
| 1     | Tunisie       | 3  | 0      | 2      | 5     |
| 2     | Égypte        | 2  | 2      | 5      | 9     |
| 3     | Kenya         | 1  | 1      | 0      | 2     |
| 4     | Nigeria       | 0  | 1      | 1      | 2     |
| 5     | Zimbabwe      | 0  | 2      | 0      | 2     |
| 6     | Côte d'Ivoire | 0  | 0      | 1      | 1     |
| 6     | Maroc         | 0  | 0      | 1      | 1     |
| Total | Total         | 6  | 6      | 10     | 22    |